# Il meglio di Renato Zero
Il meglio di Renato Zero è una raccolta di Renato Zero pubblicata nel 2004 contenente vari successi di un periodo che va dal 1973 fino al 1979.

## Tracce
1. No! Mamma, no!
2. Inventi
3. Periferia
4. Una guerra senza eroi
5. Arrendermi mai
6. Madame
7. Mi vendo
8. La favola mia
9. Morire qui
10. Triangolo
11. Scegli adesso oppure mai
12. La tua idea
13. Sbattiamoci
14. Il carrozzone